# 海南盆距兰
海南盆距兰（学名：Gastrochilus hainanensis）为兰科盆距兰属下的一个种。其种加词“hainanensis”意为“海南的”。